# Квеври
Квеврите (на грузински: ქვევრი; на английски: qvevri) са яйцевидни глинени грузински изделия, приличащи на амфори или кани, без дръжки. Основното им предназначение е за производство, съхранение и отлежаване на вино.
В края на 2011 г. древният грузински метод за производство на вино в квеври кандидатства за включване в Представителния списък на нематериалното културно наследство на ЮНЕСКО, а решението и одобрението са през 2013 г.
Винопроизводството в квеври е древна грузинска традиция и се практикува в цялата страна, особено в селските общности, в които се отглеждат уникални сортове грозде. Знанията и опитът за ползване на квеврите се предават в семействата, в които всички се включват в прибиране на реколтата и във всяка от дейностите, свързани с производството на вино. В продължение на столетия традицията за узряване на виното в квеври определя начина на живот на местните общности и представлява неразделна част от тяхната културна идентичност и наследство. В наши дни производството на вино в квеври е възстановено в много села и изби на Кахетия.

## История
Не е съвсем ясно точно кога са създадени квеврите. Някои данни говорят, че технологията на производството им започва още в древен Урарту. Най-старата квеври, намерена в Грузия, се отнася към 6 – 7 хилядолетие преди новата ера. Открита е при археологически разкопки на древно селище в планината Храми и на нея е изобразено грозде. Най-близо по вид до днешните квеври, с плоско дъно и каменен капак, е глиненият съд от 7 век пр.н.е.
Съществуващата днес форма на квеврите е създадена през 2 – 3 хилядолетие пр.н.е. Дотогава, навсякъде в Грузия, където се произвежда вино, се ползват неголеми квеври с плоско дъно и височина 1 – 1,5 m. Те или са били поставяни на земята или е заравяно само дъното им. Промяната на формата им се дължи на необходимостта стените на съда да издържа натиска на почвата, когато е заровен в нея.
През 2013 година на територията на древния град Армази, столица на Иверия, е открита антична марани (изба за вино, произведено в квеври), изпълнена с квеври, което доказва съществуването им още в началото на първото хилядолетие. От 6 век тези съдове вече се използват широко във винопроизводството и са разпространени в големи количества в Западна и Източна Грузия. Въпреки общия принцип на изработката им, западните и източните квеври, тези от Колхида и Иверия, значително се различават по формата и техниката си на изпълнение.
Днес специфичният грузински занаят за изработка на квеври започва да се възстановява, но такива съдове се правят само в Кахетия, Гурия и Имеретия. Известно място за изготвяне на квеври е село Вардисубани, което е единственото, където този процес никога не е спирал. Производството на вино в квеври постепенно започва да се разширява, първоначално в малки марани, а по-късно и в големи винарни. Днес износът на вино от квеври заема 1% от общия износ на вино от страната.
В Армения също съществуват много подобни на квеври съдове, макар и леко видоизменени, които се наричат карас (Կարաս). В наше време в тази страна се възражда производството на вино в квеври. Подобни съдове са изработвани още в Древна Гърция (питос) и Средна Азия (хум).

## Размери
Квеврите могат да бъдат с най-различни размери – варират от такива, които се събират в дланта на едната ръка, до грамадни, за хиляди литри вино. Най-големите достигат до 4 тона. Съществува мнение, че някога в рачинската крепост Минда е имало квеври от 8 тона. Твърди се даже, че в далечното минало квеврите са могли да достигнат до 15 хиляди литра.
В селата Вардисубани и Шилдо в Кахетия, днес се изработват квеври с голяма вместимост, чийто обем достига до 6 – 7 хиляди литри. По принцип размерите на тези съдове в наше време обикновено са в границите от 2 до 8 хиляди литра.

## Предназначение
Квеврите се използват основно за производство на вино. Яйцевидната им форма допринася за естествената циркулация на гроздовата мъст, с което се избягват неприятни вкусове. Способът за изготвяне на вино в квеври се нарича Традиционен или Кахетински метод. Той води началото си от Кахетия, където култивирането на лозата и приготвянето на виното са най-разпространени. Процесът включва пресоване на гроздето и изливането в квеври на ширата и джибрите (гроздови люспи, дръжки и семки). В тях става първичната млечнокисела ферментация, протичат мацерацията и микрооксигенацията, развиват се танините и ароматите, провежда се и природната филтрация.
Преди началото вътрешността на кверите се почиства много добре с пчелен восък, за да се постигне химичната неутралност на съда. По време на престоя на виното вътре, се получава естествено прочистване, то става кристално прозрачно, стабилно и не изисква допълнителна филтрация. Съдовете се вкопават в земята, гърлото им се изравнява с нивото на пода и се покриват с капак, който се замазва с глина. Ферментацията става при естествените температурни условия на почвата, от които зависи качеството на виното, и продължава от 5 до 8 месеца. При този начин на винопроизводство, температурата, поддържана от почвата в квеврите е относително постоянна – 14 °С. Такъв природен температурен баланс е подходящ за бялото вино, което е основният грузински винен продукт. Когато е готово, то постепенно се изпомпва от квеврите, прецежда се и се прелива в чисти квеври за съхранение.
Измиването на съдовете е дълъг и сложен процес, изискващ много вода и препарати. За целта се използва специална четка, изработена от дървесни кори, с дълга дръжка. Четки от този вид са изложени в музеите и все още се ползват при мараните.
Понякога виното се пренася както е в квеврите и ако те са много големи, се използва специална каруца. Тези съдове се срещат в Грузия в големи количества и на най-различни места – в селски градини, в ресторанти, или просто на улицата като декоративен елемент. Твърди се, че занесените в храмовете квеври не трябва да се изнасят обратно навън, поради което те се събират там в големи количества.
Съществува предположение, че квеврите са ползвани и за съхранение на вода.

## Марани
Помещенията във винарните, където се вкопават квеврите с вино се наричат марани. На териториите на изоставени манастири и крепости често могат да се срещнат стърчащи от земята останки от квеври, например в манастирите Некреси и Икалто. Вино по този способ все още се произвежда в действащата марани в манастира Алаверди в Грузия. В кахетинското село Велисцихе в Кахетия, е открита стара марани, която е превърната в музей на виното.
Съществували са грамадни заводски марани, които работят и през съветско време. В тях са събрани по няколкостотин квеври, като например в старата марани във винзавода „Грузвинпром“. Днес те не се използват масово, но по исторически утвърдения начин, в квеври, работят винзаводът в Напареули, в манастира Алаверди и на още няколко места. Виното, произведено по този начин се нарича „Квеврис“.

## Предмет на култ
Като правило, в мараните на Кахетия, по една от квеврите изпълнява сакрални функции – в нея се съхранява виното за църковни празници. Съдът е свещен и е поставен на място с лесен достъп, тъй като около нея се палят свещи.
В съветско време, при реконструкция на жилищата, мараните са били разбивани, а квеврите – изхвърляни. Но свещените квеври не могат да бъдат просто изхвърлени. Те се носят в храмовете и се оставят там. Това е друга причина за наличието на многобройните квеври в тях.

## Любопитно
През 1971 г. в Грузия е заснет късометражният филм „Квеври“, посветен на тези съдове и на производството на вино. На руски заглавието е преведено като „Кана“.
- Нико Пиросмани – „Есенно пиршество“
- Нико Пиросмани – Голяма квеври в гората
- Стара каруца за квеври
- Квеври в музея в Нокалакеви
- Квеври като декорация
- Квеври в манастира в Икалто
- Грузинско вино Саперави квеври